# Stockholms-Tidningen
Lo Stockholms-Tidningen è stato un quotidiano svedese pubblicato a Stoccolma.

## Storia
Il giornale fu fondato nel 1889 da Anders Jeruling a Stoccolma.
Nel suo primo anno, il quotidiano aveva tre edizioni: una al mattino, una alla sera ed un'altra per le notizie provinciali. Nel secondo anno però vennero mantenute solo due edizioni. All'inizio il prezzo del giornale fu tenuto basso per attirare nuovi lettori e per quanto riguarda i primi anni il quotidiano conteneva notizie locali. Negli anni 10 il quotidiano si diffuse molto diventando uno dei giornali più letti in Svezia e mantenendo una posizione di primo piano anche negli anni 20. Il 19 settembre 1931 il quotidiano si fuse con il giornale Stockholms Dagblet ed insieme alle testate Svenska Dagblet e Aftonbladet fu acquistato da Torsten Kreuger nel 1932. Da quel momento il quotidiano sostenne il partito liberale fino al 1956, data della cessione del giornale da parte di Kreuger. Dal 1956 fino al 1966, data della sua prima chiusura, il giornale fu di stampo social-democratico. Anche nella sua seconda creazione, avvenuta nel 1981, lo Stockholms-Tidnigen si orientò verso questo partito politico ma fu chiuso nuovamente e definitivamente nel 1984.